# More Than This (Peter-Gabriel-Lied)
More Than This ist ein Lied des britischen Pop-Rock-Musikers Peter Gabriel aus dem Jahr 2002.

## Entstehung und Veröffentlichung
Die Erstveröffentlichung von More Than This erfolgte am 23. September 2002 als Teil von Gabriels siebtem Studioalbum Up, dessen zweite Singleauskopplung es war. Am 30. Dezember 2002 erschien das Lied als Single.
More Than This wurde in den Real World Studios in Box, Wiltshire, England aufgenommen. Der Song wurde von Peter Gabriel geschrieben und von ihm alleine produziert. Aufgenommen wurde er von Richard Chappell. Der Song wurde von Tchad Blake abgemischt.
Das Lied wurde als CD-Single in Deutschland mit drei verschiedenen Versionen veröffentlicht. Neben dem Radio Edit und dem The Polyphonic Spree Mix enthielt diese auch den Elbow Remix. Andere Veröffentlichungen enthielten auch My Head Sounds Like That als Röyksopp Remix und Sky Blue als Martyn Bennett Remix. Darüber hinaus wurde auch eine DVD-Single mit der Album-Version, Sky Blue als Martyn Bennett Remix, dem Musikvideo von The Barry Williams Show mit dem Ton als Dolby Digital-5.1- und Stereo-Mix sowie einer von Armando Gallo, Arnold Newman, York Tillyer und Graham Wood fotografierten Bilder-Galerie veröffentlicht. Der The Polyphonic Spree Mix, der Elbow Mix der Röyksopp Mix von My Head Sounds Like That und der Martyn Bennett Remix von Sky Blue waren viele Jahre lang nicht in digitaler Version verfügbar, wurden jedoch am 13. September 2019 auf dem als Download und Musikstreaming verfügbaren Kompilations-Album Flotsam and Jetsam erneut veröffentlicht.
More Than This wurde auf der Growing Up Tour von 2002 bis 2003 in Nordamerika und Europa live gespielt und am 8. Februar 2019 auf dem Livealbum Growing Up Live und bereits am 3. November 2003 in dem Konzertfilm mit dem gleichen Namen veröffentlicht. Das Lied wurde auch am 23. November 2003 bei einem exclusiven Konzert für Mitglieder von Peter Gabriels Full Moon Club in dem Big Room, dem größten Aufnahmeraum der Real World Studios live gespielt. Das Konzert wurde beginnend mit dem 24. April 2024 auf Gabriels Bandcamp-Kanal für die Abonnenten stückweise veröffentlicht. Am 27. Juni 2025 erschien diese Aufnahme des Songs mit dem Livealbum In the Big Room allgemein zum Download und Streaming. 2004 wurde der Song auch auf der Still Growing Up Tour live gespielt.

## Inhalt und Bedeutung
Das Lied startet in einer ein wenig unheimlichen erscheinenden Atmosphäre, die ein wenig an die von Red Rain erinnert. In dem Liedtext geht es jedoch darum, dass – wie es schon William Shakespeare wusste – es zwischen Himmel und Erde mehr gibt, als sich unsere Schulweisheit erträumen lässt. Darüber hinaus besitzen viele Menschen die Fähigkeit Informationen zu registrieren, die ihnen auf rein rationaler Ebene nicht zugänglich sind. Das kann als Intuition, Gedankenübertragung oder zweites Gesicht bezeichnet werden. In jedem Fall ist da noch etwas anderes da draußen, als das, was mit unseren normalen Sinnen erfahrbar ist.

## Musik
More Than This entstand am Ende der Albumaufnahme des Album Up. Gabriel hatte zuvor begonnen mit den Samples von E-Gitarren zu experimentieren. Er spielte mit diesen herum, unter anderem mit der Telecaster von Daniel Lanois. Gabriel kann nach eigener Aussage beim besten Willen nicht Gitarre spielen, kann aber Geräusche darauf machen. Die Samples, die dabei entstanden, hat er dann auf dem Keyboard bearbeitet. Der erste Sound, den man in diesem Stück in der ersten Strophe hört, gehört dazu. Das Stück wurde anschließend darum herum gebaut. Diese Gitarrensamples kehren auch in der zweiten Strophe des Liedes wieder. Textlich beschreiben die Strophen einen langen Spaziergang zu einem unbekannten Ort und eine Vision von Menschen, die auf dem Meer kämpfen. Nach dem zweiten Refrain, in dem der Ich-Erzähler beschreibt, wie er sich „allein und doch so verbunden“ („alone and so connected“) fühlt, folgt eine ruhigere Bridge, die einige der lyrischen Motive aus dem vorangegangenen Abschnitt aufgreift. Für den Song wurden mehrere elektronische Geräte verwendet, darunter ein Mutator, den der Tontechniker Richard Chappell als Filterbox bezeichnete. Chappell erklärte, dass Mutator und Wonky Nord in den Liner Notes des Songs aufgeführt wurden, weil Gabriel es vorzog, Musikinstrumente auf eine bestimmte Art und Weise zu benennen, die ihren Nutzen verdeutlicht.

## Artwork

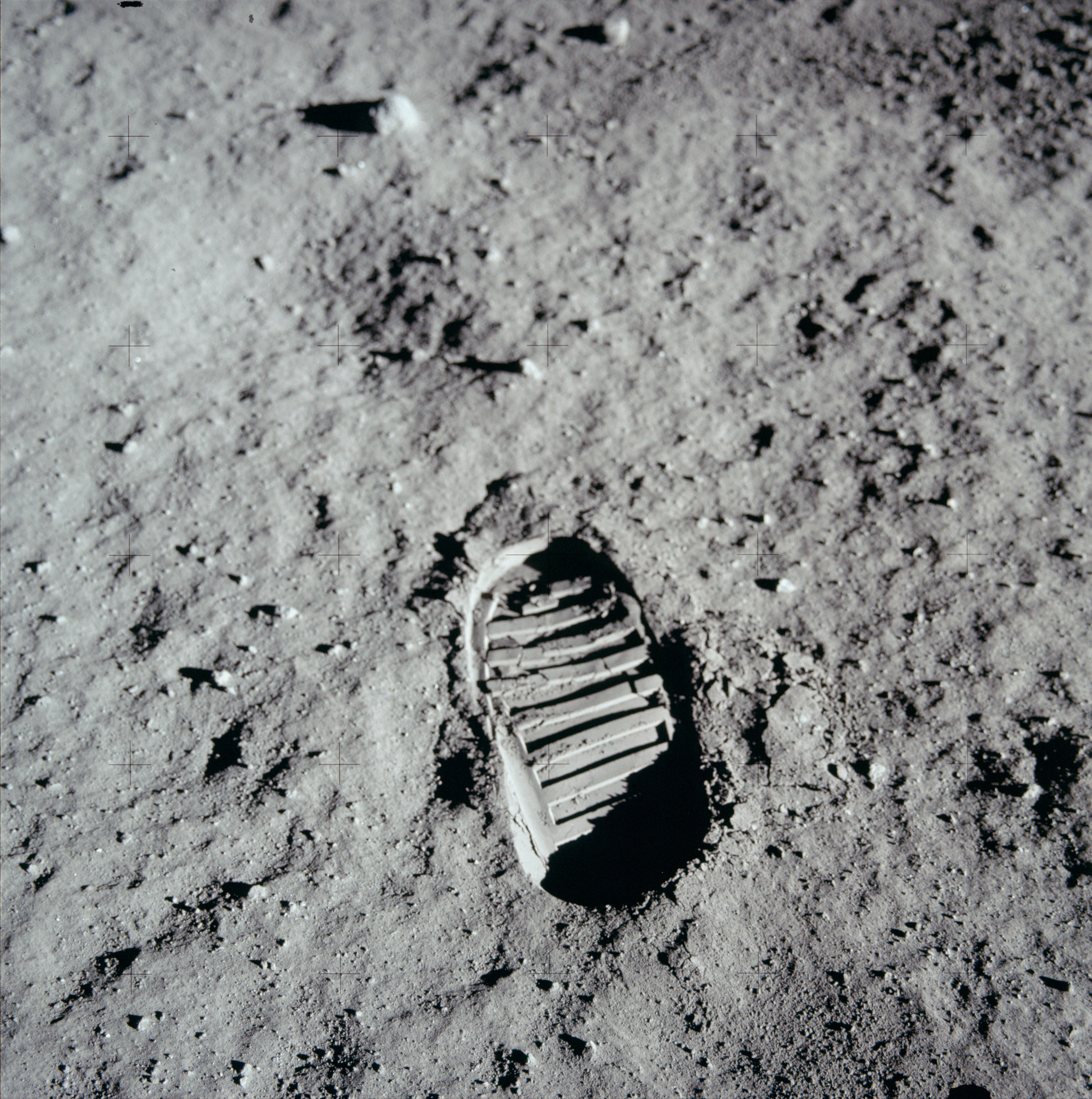
Aldrins Fußabdruck auf dem Mond vom 21. Juli 1969

Das Cover-Titelbild der CD-Single von More Than This wurde von Marc Bessant gestaltet. Es zeigt ein Foto mit einem Fußabdruck des Astronauten Buzz Aldrin auf der Oberfläche des Mondes von der ersten bemannten Mondlandung Apollo 11 des Apollo-Programms der NASA. Die Idee dazu stammt aus einem Buch aus Gabriels Besitz mit dem Titel Full Moon, das neue Scans von einigen der 32.000 Negativen der Apollo-Missionen enthielt. Bessant schlug das Bild deshalb vor, weil es nicht nur ein anerkanntes Bild menschlicher Bemühungen ist, sondern weil das Abenteuer der Mondlandung aus der Neugier und dem Bedürfnis der Menschen mehr zu erfahren, entstanden sind. Die Promo-CD-Single und die DVD-Single verfolgten einen anderen Ansatz bei der Gestaltung des Covers. Beide Kunstwerke entstanden zur gleichen Zeit mit Susan Derges und sind als Cymatics bekannt – das Studium von Mustern, die durch Klangschwingungen entstehen. In diesem Fall handelt es sich um eine Flüssigkeit, die durch einen darunter liegenden Lautsprecher verzerrt wird. Die Idee dahinter war, dass jeder der Songs auf dem Album ein einzigartiges Muster/Fotogramm erzeugen würde.

## Mitwirkende
(Quellen:)

### Musiker
- The Blind Boys of Alabama – Begleitgesang
- John Brian – Mandoline, Chamberlin
- Richard Chappell – Musikprogrammierung
- Melanie Gabriel – Begleitgesang
- Peter Gabriel – Hauptgesang, Orgel, Piano, gesampelte-Gitarre, Wonky Nord, Mutator, MPC-Groove
- Dominic Greensmith – Schlagzeug
- Tony Levin – Bass
- Ged Lynch – Schlagzeug, Perkussion
- David Rhodes – Gitarre, Begleitgesang

### Technisches Personal
- Marc Bessant – Cover-Design
- Tchad Blake – Mixing
- Richard Chappell – Tonaufnahme, Toningenieur
- Alan Coleman – Assistent der Tontechnik
- Tony Cousins – Mastering
- Susan Derges – Artwork, Fotografie, Cover-Fotografie
- Richard Evans – zusätzliche Tontechnik
- Ben Findlay – zusätzliche Tontechnik
- Adam Fuss – Artwork, Fotografie,
- Peter Gabriel – Liedtext, Komposition, Grafikdesign-Konzept, Produktion
- Dilly Gent – Versuche und Koordination der Fotografie
- Paul Grady – Assistent des Mixings
- Edel Griffith – Assistentin der Tontechnik
- Mike Large – Koordination
- Claire Lewis – Assistentin des Mixings
- Tom Lord-Alge – Mixing der Single-Version
- Marco Migliari – Assistent des Mixings
- Susie Millns – Design
- Steve Osborne – Produktion
- Annie Parsons – Assistentin für Peter Gabriel
- Dan Roe – Assistent der Tontechnik
- Michael Thomas – Koordination
- Paul Thorel – Artwork, Fotografie
- Chris Treble – Assistent der Tontechnik